# تفجير حافلة حيفا 2001
تفجير حافلة حيفا 2001 هو تفجير نفذته حركة المقاومة الإسلامية (حماس) في 2 ديسمبر 2001 على حافلة ايجد رقم 16 في حيفا، قتل في التفجير 15 شخصًا أغلبهم من المستوطنين الإسرائيليين، وأصيب 40 شخصًا بجروح.

## وصلات خارجية
- 15 قتيل في هجوم جعل إسرائيل تترنح - 3 كانون الأول / ديسمبر 2001. ديلي نيوز (نيو يورك)